# Вейн (Нью-Йорк)
Вейн (англ. Wayne) — місто (англ. town) в США, в окрузі Стубен штату Нью-Йорк. Населення — 1009 осіб (2020).

## Демографія
Згідно з переписом 2010 року, у місті мешкала 1041 особа в 483 домогосподарствах у складі 311 родини. Було 1275 помешкань
Расовий склад населення:
| - 99,1 % — білих - 0,2 % — чорних або афроамериканців - 0,2 % — азіатів |

До двох чи більше рас належало 0,4 %. Частка іспаномовних становила 0,6 % від усіх жителів.
За віковим діапазоном населення розподілялося таким чином: 14,8 % — особи молодші 18 років, 60,8 % — особи у віці 18—64 років, 24,4 % — особи у віці 65 років та старші. Медіана віку мешканця становила 52,3 року. На 100 осіб жіночої статі у місті припадало 97,2 чоловіків;  на 100 жінок у віці від 18 років та старших — 97,1 чоловіків також старших 18 років.
Середній дохід на одне домашнє господарство  становив 77 907 доларів США (медіана — 55 500), а середній дохід на одну сім'ю — 88 512 долари (медіана — 68 750). Медіана доходів становила 49 853 долари для чоловіків та 41 563 долари для жінок. За межею бідності перебувало 10,3 % осіб, у тому числі 28,2 % дітей у віці до 18 років та 1,2 % осіб у віці 65 років та старших.
Цивільне працевлаштоване населення становило 439 осіб. Основні галузі зайнятості: освіта, охорона здоров'я та соціальна допомога — 26,0 %, виробництво — 15,5 %, роздрібна торгівля — 15,3 %.